# 山口節子
山口 節子（やまぐち せつこ、1936年1月29日 - ）は、日本の児童文学作家。
東京神楽坂生まれ。法政大学文学部日本文学科卒。医学関係の出版社編集を経て、作家。楊名時八段錦・太極拳師範。夫は岡崎ひでたか。

## 著書
- 『としばあちゃんのケン玉作戦』長野ヒデ子絵 岩崎書店 童話の城 1991
- 『ぼくきえちゃったよ』坪谷玲子絵 草土文化 1991
- 『大きなリュックのサンタクロース』福田いわお絵 文渓堂 1992
- 『としばあちゃんのオムレツ作戦』長野ヒデ子絵 岩崎書店 1997
- 『菜の花さいたら』中村悦子絵 新日本出版社 1999
- 『そらちゃんとカラスボッチ』篠崎三朗絵 新日本出版社 新日本ひまわり文庫 2000
- 『そらちゃんとへびひめさま』篠崎三朗絵 新日本出版社 新日本ひまわり文庫 2001
- 『へちまばあさん』大和田美鈴絵 童心社 バリアフリーの紙しばい 2001
- 『あかいさばくのまじょ』おぼまこと絵 佼成出版社 2002
- 『てんぷらばあちゃん』岩崎書店 おはなしガーデン 2006
- 『おにばばときんのくさり』村田エミコ絵 教育画劇 2008
- 『空とぶ太陽の神ヒルコ ゆかいな神さま』菅野由貴子絵 新日本出版社 2010
- 『たたらをふむ女神カナヤゴ ゆかいな神さま』里見有絵 新日本出版社 2010
- 『犬といっしょに。』柴内裕子監修 あかね書房 2011
- 『おどって!ウズメ ゆかいな神さま』里見有絵 新日本出版社 2011
- 『ちえちゃんのおはじき』大畑いくの絵 佼成出版社 2012
- 『まろい』詩 山口そら画 てらいんく 2015